# محطة قطار ديمونا

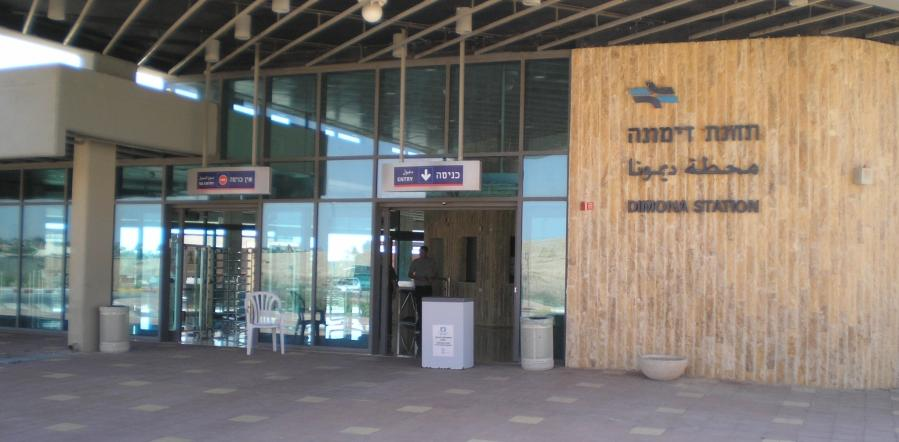
محطة قطار ديمونا

محطة قطار ديمونا (بالعبرية: תחנת הרכבת דימונה) هي واحدة من محطات القطار في شبكة خطوط السكك الحديدية الإسرائيلية، تخدم مدينة ديمونا في جنوبي إسرائيل. هي محطة نهائية على خط سكة حديد بئر السبع – ديمونا. السكة الحديدية التي تقع عليها المحطة تستمر جنوبًا إلى محطة الشحن قرب جبل تسين، وهي أقصى نقطة تصل إليها القطارات في إسرائيل.

## تاريخ
اُفتتحت المحطة في 8 سبتمبر 1965، بعد الانتهاء من بناء سكة الحديد من بئر السبع إلى ديمونا. وافتتحت المحطة باحتفال وصول أول قطار ركاب من تل أبيب إلى ديمونا كان يقل 140 مدعوًا.

## مبنى المحطة وخطط مستقبلية
في المحطة يوجد رصيف جانبي واحد وموقف سيارات. هناك مخطط لنقل المحطة شرقًا قرب مدخل المدينة ليسهل على السكان الوصول إليها.

## خدمة القطارات
تغادر المحطة ثلاثة قطارات يوميًا من الأحد إلى الخميس إلى بئر السبع.

## خطوط الحافلات
يوجد خط واحد لشركة إيجد رقم 12 يربط بين المحطة والسوق البلدي والمحطة المركزية في المدينة.